# Třída M36
Třída M36 jsou hlídkové čluny Thajského královského námořnictva. Mezi jejich hlavní úkoly patří prosazování práva, kontrola rybolovu a námořních tras, mise SAR nebo přeprava VIP osob. Do roku 2018 bylo rozestavěno pět člunů této třídy.

## Stavba
Třídu vyvinula a staví thajská loděnice Marsun Company Limited. První tři jednotky (T.111, T.112, T.113) byly na vodu spuštěny v únor 2014 a do služby přijaty ještě březen téhož roku. Stavba dalších dvou člunů (T.114, T.115) byla zahájena v červnu 2018. Čluny byly námořnictvu předány 29. března 2021.
| Jméno | Založení kýlu  | Spuštěna          | Vstup do služby | Status  |
| ----- | -------------- | ----------------- | --------------- | ------- |
| T.111 |                | 13. března 2014   | 28. března 2014 | aktivní |
| T.112 |                | 13. března 2014   | 28. března 2014 | aktivní |
| T.113 |                | 13. března 2014   | 28. března 2014 | aktivní |
| T.114 | 8. června 2018 | 31. července 2020 | 29. března 2021 | aktivní |
| T.115 | 8. června 2018 | 31. července 2020 | 29. března 2021 | aktivní |

## Konstrukce
Plavidla mají trup a nástavby z hliníkových slitin. Kromě 28 členů posádky mohou přepravovat ještě 13 osob (např. příslušníků speciálních sil). Jsou vyzbrojeny jedním 20–30mm kanónem na přídi a dvěma 12,7mm kulomety. Na zádi nesou rychlý člun RHIB. Pohonný systém tvoří tři diesely Cummins KTA50-M, každý o výkonu 1800 hp, pohánějící tři lodní šrouby s pevnými lopatkami. Elektrickou energii dodávají dva generátory Cummins. Nejvyšší rychlost přesahuje 27 uzlů. Dosah je 1200 námořních mil.